# Austrolimnophila praepostera
Austrolimnophila praepostera är en tvåvingeart som beskrevs av Alexander 1956. Austrolimnophila praepostera ingår i släktet Austrolimnophila och familjen småharkrankar.
Artens utbredningsområde är Uganda. Inga underarter finns listade i Catalogue of Life.